# Theodor Körner (burmistrz)
Theodor Eduard Körner, również Theodor Eduard Koerner (ur. 1810 w Toruniu, zm. 1891 tamże) – niemiecki prawnik, urzędnik, burmistrz i nadburmistrz Torunia w latach 1842–1871.

## Życiorys
Urodził się w 1810 roku w Toruniu. Był deputowanym do Izby Wyższej (Herrenhaus) landtagu pruskiego. W latach 1842–1871 sprawował urząd burmistrza i (od 1854 roku) nadburmistrza Torunia. Jego rządy przypadają na okres rozwoju gospodarczego i urbanistycznego Torunia. Zdołał wyprowadzić budżet Torunia z zadłużenia. Za jego urzędu powstała gazownia miejska, do Torunia dotarła kolej, rozwijano opiekę społeczną i edukację. Powstały m.in. szkoła przy ul. Prostej, ochronka dla dzieci przy ul. Piekary, a Gimnazjum Akademickie przeniosło się do nowej siedziby przy ul. Zaułek Prasowy. Od 1849 roku nadzorował (trwające wcześniej) pracę nad odsłonięciem pomnika Mikołaja Kopernika. Ponadto wprowadził zakaz palenia w miejscach publicznych.
W 1841 roku powołał Towarzystwo Upiększania Miasta. W 1853 roku współuczestniczył w powstanie Coppernicus-Verein für Wissenschaft und Kunst – pierwszego w Toruniu towarzystwa naukowego skupiającego reprezentantów niemieckiej inteligencji i mieszczaństwa. Sprawował funkcję prezesa towarzystwa w latach 1853–1860 i 1867–1869.
Interesował się historią. Jest autorem m.in. dwutomowej monografii dziejów Torunia. W 1847 roku wydał anonimowo 39-stronnicowy przewodnik po Toruniu pt. Der Führer durch Thorn enthaltend eine historisch-politische Uebersicht und ein vollständiges alphabetisches Verzeichniss von Allem, was zur Kenntniss der Stadt und ihrer Denkwürdigkeiten gehört. Dochód ze sprzedaży przewodnika przeznaczono na budowę ochronki w Toruniu (prawdopodobnie przy ul. Piekary). Wydana przez Körnera książka była pierwszym przewodnikiem po Toruniu.
Był fundatorem stypendiów dla zdolnych uczniów.
W 1879 roku został honorowym obywatelem Torunia.
Mieszkał przy jednopiętrowej kamienicy przy Rynku Nowomiejskim 3. Zmarł w 1891 roku w Toruniu. Po swojej śmierci swoją bibliotekę, liczącą ok. 500 tomów, przekazał na rzecz Coppemicus-Verein für Wissenschaft und Kunst. W pamięci torunian zapisał się jako dobry gospodarz. Został pochowany na cmentarzu św. Jerzego w Toruniu. Po jego śmierci grób zaniedbano, z czasem informacje o jego lokalizacji popadły w zapomnienie. Na podstawie badań przeprowadzonych w 2016 roku udało się ponownie zlokalizować pomniki na grobie. Z inicjatywy profesora Jarosława Kłaczkowa, kierownika Zakładu Historii XX wieku z Instytutu Historii i Archiwistyki Uniwersytetu Mikołaja Kopernika w Toruniu, 27 września 2016 roku odsłonięto na pomnikach nowe tablice.
Do 1920 roku dzisiejsza ulica Aleksandra Fredry na Bydgoskim Przedmieściu nosiła nazwę Koernerstrasse. Na jego cześć zespół widoków starych prywatnych domów i sklepów Torunia, przekazany Muzeum Miejskiemu w Ratuszu Staromiejskim został nazwany Albumem Körnera (Körneralbum).
Prawnukiem Theodora Körnera jest niemiecki językoznawca Konrad Koerner.